# Borač
Borač (in tedesco Boratsch) è un comune della Repubblica Ceca facente parte del distretto di Brno-venkov, in Moravia Meridionale.